# Oligoaeschna modiglianii
Oligoaeschna modiglianii – gatunek ważki z rodziny żagnicowatych (Aeshnidae).